# فهرست آثار ملی شهرستان علی‌آباد
شهرستان علی‌آباد یکی از شهرستان‌های ایران در استان گلستان است. شهر علی‌آباد کتول مرکز این شهرستان است و کتول در گذشته یکی از نواحی هفتگانه استراباد و از نواحی شرقی طبرستان محسوب می‌شده‌است. شهر علی‌آباد که به آن کمال غریب نیز گفته می‌شد حاکم نشین بلوک کتول بوده که خوانین کتول از دوران صفوی بر ان حاکم بودند.

## آثار ثبت‌شده
| ردیف | نام اثر                           | نگاره          | دیرینگی                        | موقعیت                                                                                    | شمارهٔ ثبت | تاریخ ثبت  | منبع  |
| ---- | --------------------------------- | -------------- | ------------------------------ | ----------------------------------------------------------------------------------------- | --------- | ---------- | ----- |
| ۱    | شغال تپه                          | بارگذاری تصویر | تاریخی                         | بخش مرکزی                                                                                 | ۲۵۵۲      | ۱۳۷۸/۱۱/۰۵ | [ ۲ ] |
| ۲    | تپه شغال تپه شرقی                 |                | تاریخی ـ اسلامی                | شهرستان علی‌آباد کتول، بخش مرکزی، دهستان قره بلاغ، شمال روستای شغال تپه                    | ۸۸۲۲      | ۱۳۸۲/۰۳/۱۰ |       |
| ۳    | تپه‌های سازمان حیدری               |                | عصر آهن ـ تاریخی               | شهرستان علی‌آباد کتول، سه راهی جاده قدیم علی‌آباد، گنبد کاووس، آق قلا، سازمان حسینعلی حیدری | ۸۸۲۳      | ۱۳۸۲/۰۳/۱۰ |       |
| ۴    | تپه پیچک محله                     |                | پیش از تاریخ ـ تاریخی          | شهرستان علی‌آباد، بخش مرکزی، ۵۰۰ متری شمال شرق روستای پیچک                                 | ۸۸۲۴      | ۱۳۸۲/۰۳/۱۰ |       |
| ۵    | پل رضا شاهی                       |                | پهلوی                          | شهرستان علی‌آباد، بخش مرکزی، دهستان کتول، روستای فاضل آباد                                 | ۸۸۲۵      | ۱۳۸۲/۰۳/۱۰ |       |
| ۶    | پلنگ تپه                          |                | تاریخی                         | شهرستان علی‌آباد، بخش مرکزی، دهستان کتول، یک کیلومتری جنوب روستای حکیم آباد                | ۹۷۵۸      | ۱۳۸۲/۰۵/۲۷ |       |
| ۷    | تپه از دار تپه                    |                | پیش از تاریخ ـ تاریخی ـ اسلامی | شهرستان علی‌آباد، بخش کمالان، دهستان استرآباد، روستای زرین گل                              | ۹۷۵۹      | ۱۳۸۲/۰۵/۲۷ |       |
| ۸    | بوز اغلان تپه                     |                | پیش از تاریخ ـ تاریخی ـ اسلامی | شهرستان علی‌آباد، بخش مرکزی، دهستان کتول، ۷۰۰ متری شرق روستای عرفان آباد (قراق چی)         | ۹۷۶۰      | ۱۳۸۲/۰۵/۲۷ |       |
| ۹    | تپه زینب                          |                | تاریخی ـ اسلامی                | شهرستان علی‌آباد، بخش مرکزی، دهستان کتول، ۴ کیلومتری شمال غربی روستای سنگدوین              | ۹۷۶۱      | ۱۳۸۲/۰۵/۲۷ |       |
| ۱۰   | تپه جان‌بی‌بی                       |                | تاریخی                         | شهرستان علی‌آباد، بخش مرکزی، دهستان کتول، ۴۵۰۰ متری غرب روستای سنگدوین                     | ۹۷۶۲      | ۱۳۸۲/۰۵/۲۷ |       |
| ۱۱   | نرگس تپه                          |                | تاریخی                         | ۲ کیلومتری غرب شهرستان علی‌آباد                                                            | ۹۷۶۳      | ۱۳۸۲/۰۵/۲۷ |       |
| ۱۲   | تپه بلوک غلام                     |                | تاریخی ـ اسلامی                | شهرستان علی‌آباد، بخش مرکزی، دهستان کتول، ۵۰۰م جنوب شرقی روستای بلوک غلام                  | ۱۱۱۸۲     | ۱۳۸۳/۰۷/۱۱ |       |
| ۱۳   | چغندرتپه غربی                     |                | تاریخی ـ اسلامی                | شهرستان علی‌آباد، بخش مرکزی، دهستان کتول، ۲/۵ک م شمال روستای معصوم‌آباد                     | ۱۱۱۸۳     | ۱۳۸۳/۰۷/۱۱ |       |
| ۱۴   | تپه پاقلعه نصرت‌آباد               |                | تاریخی ـ اسلامی                | شهرستان علی‌آباد، بخش مرکزی، دهستان کتول، دو کیلومتری جنوب غربی روستای نصرت آباد           | ۱۱۱۸۴     | ۱۳۸۳/۰۷/۱۱ |       |
| ۱۵   | تپه نورک                          |                | تاریخی ـ اسلامی                | شهرستان علی‌آباد، بخش کمالان، دهستان شیرنگ، ۷۰۰ متری شمال شرقی روستای مارون کلاته          | ۱۱۱۸۵     | ۱۳۸۳/۰۷/۱۱ |       |
| ۱۶   | سست تپه                           |                | پیش از تاریخ ـ تاریخی          | شهرستان علی‌آباد، بخش مرکزی، دهستان کتول، دو کیلومتری شمال غرب روستای قوش کرپی             | ۱۱۱۸۶     | ۱۳۸۳/۰۷/۱۱ |       |
| ۱۷   | یونس تپه                          |                | تاریخی ـ اسلامی                | شهرستان علی‌آباد، بخش کمالان، دهستان شیرنگ، شمالغربی روستای مارون کلاته                    | ۱۱۱۸۷     | ۱۳۸۳/۰۷/۱۱ |       |
| ۱۸   | تپه گلبن مزرعه کتول               |                | پیش ازتاریخ ـ تاریخی ـ اسلامی  | شهرستان علی‌آباد، بخش کمالان، دهستان استرآباد، ۲ک م شمالغربی روستای مزرعه کتول             | ۱۱۱۸۸     | ۱۳۸۳/۰۷/۱۱ |       |
| ۱۹   | شورتپه شرقی                       |                | تاریخی ـ اسلامی                | شهرستان علی‌آباد، بخش مرکزی، دهستان کتول، ۳ کیلومتری شمال شرقی روستای باغه شور تپه نفس     | ۱۱۱۸۹     | ۱۳۸۳/۰۷/۱۱ |       |
| ۲۰   | تپه گورستان اودک دوجی             |                | پیش از تاریخ ـ تاریخی          | شهرستان علی‌آباد، بخش مرکزی، دهستان کتول، دو کیلومتری شرق روستای اودک دوجی                 | ۱۱۲۹۳     | ۱۳۸۳/۱۱/۱۰ |       |
| ۲۱   | جوهرتپه                           |                | پیش از تاریخ ـ تاریخی          | شهرستان علی‌آباد، بخش مرکزی، دهستان کتول، دو کیلومتری شمال شرقی روستای حسن طبیب            | ۱۱۲۹۴     | ۱۳۸۳/۱۱/۱۰ |       |
| ۲۲   | ترش تپه                           |                | تاریخی                         | شهرستان علی‌آباد، بخش مرکزی، دهستان کتول، یک کیلومتری شمال شرق روستای کوچک نظرخانی         | ۱۱۲۹۵     | ۱۳۸۳/۱۱/۱۰ |       |
| ۲۳   | تپه حاجی حجت                      |                | پیش از تاریخ ـ تاریخی          | شهرستان علی‌آباد، بخش مرکزی، دهستان کتول، ۱/۵ کیلومتری شرق روستای مزرعه کتول               | ۱۱۲۹۶     | ۱۳۸۳/۱۱/۱۰ |       |
| ۲۴   | تپه ضیاءآباد                      |                | تاریخی ـ اسلامی                | شهرستان علی‌آباد، بخش کمالان، دهستان شیرنگ، ۱/۶ کیلومتری جنوب روستای ضیاء آباد             | ۱۱۲۹۷     | ۱۳۸۳/۱۱/۱۰ |       |
| ۲۵   | تپه باقرآباد شمالی                |                | تاریخی ـ اسلامی                | شهرستان علی‌آباد، بخش کمالان، دهستان شیرنگ، ۳۰۰ م شمال غربی روستای باقرآباد                | ۱۱۲۹۸     | ۱۳۸۳/۱۱/۱۰ |       |
| ۲۶   | تپه باقرآبادجنوبی                 |                | تاریخی ـ اسلامی                | شهرستان علی‌آباد، بخش کمالان، دهستان شیرنگ، ۲۰۰ م شمال غرب روستای باقرآباد                 | ۱۱۲۹۹     | ۱۳۸۳/۱۱/۱۰ |       |
| ۲۷   | چغندرتپه شرقی                     |                | تاریخی ـ اسلامی                | شهرستان علی‌آباد، بخش مرکزی، دهستان کتول، ۲/۵ کیلومتری شمال روستای معصوم‌آباد               | ۱۱۳۰۰     | ۱۳۸۳/۱۱/۱۰ |       |
| ۲۸   | قره بیک تپه                       |                | تاریخی ـ اسلامی                | شهرستان علی‌آباد، بخش مرکزی، دهستان کتول، ۱/۵ کیلومتری جنوب روستای امام آباد               | ۱۱۳۰۱     | ۱۳۸۳/۱۱/۱۰ |       |
| ۲۹   | تپه گورستان مارون کلاته           |                | پیش از تاریخ ـ تاریخی ـ اسلامی | شهرستان علی‌آباد، بخش کمالان، دهستان شیرنگ، دو کیلومتری جنوب روستای مارون کلاته            | ۱۱۳۰۲     | ۱۳۸۳/۱۱/۱۰ |       |
| ۳۰   | تپه گورستان مارون کلاته           |                | تاریخی                         | شهرستان علی‌آباد، بخش مرکزی، دهستان کتول، ۳ کیلومتری شمال روستای باغه شور نفس              | ۱۱۳۰۳     | ۱۳۸۳/۱۱/۱۰ |       |
| ۳۱   | خانه کربلایی محمد قلی دوستی دیلمی |                | پهلوی                          | شهرستان علی‌آباد، بخش کمالان، دهستان استرآباد، روستای ماهیان                               | ۲۰۰۵۵     | ۱۳۸۶/۰۸/۲۲ |       |